# كيارا (لومبارديا)
كيارا (باللومباردية: Ciare) هي مدينة في مقاطعة بريشيا، في لومباردي، إيطاليا. دارت معركة خياري عام 1701 هنا خلال حرب الخلافة الإسبانية. المدينة هي مسقط رأس إيسيدورو شياري وستيفانو أنطونيو مورسيلي. الكنيسة الرئيسية أو الدومو هي كنيسة سانتي فاوستينو إي جيوفيتا، تشياري.

## وصلات خارجية
- الموقع الرسمي

مقاطعة بريشا